# 小行星18027
小行星18027（18027 Gokcay）是一颗绕太阳运转的小行星，为主小行星带小行星。该小行星于1999年5月18日发现。

## 轨道参数
小行星18027的轨道半长轴为2.2542853 UA，离心率为0.135。